# Marc-Amable Girard
Pour les articles homonymes, voir Girard.
Marc-Amable Girard (25 avril 1822 - 12 septembre 1892) a été le premier franco-manitobain à être le Premier ministre du Manitoba, le deuxième de l'histoire de la province.

## Biographie
Le guide parlementaire canadien indique que Girard a été le premier ministre (ou chef des ministres) de 1871 à 1872, mais il n'avait ce titre à ce moment-là et il n'était pas le chef du gouvernement. En 1874, cependant, Girard a été le premier à diriger le gouvernement du Manitoba selon les principes du gouvernement responsable. En ce sens, il peut être considéré comme le premier des premiers ministres du Manitoba.
Girard naquit à Varennes, dans la région de Verchères au Bas-Canada (maintenant le Québec). Il exerça le métier de notaire public entre 1844 et 1870 et fut actif dans la politique municipale, ayant servi à titre de maire de Varennes à un moment donné. Il perdit sa chance dans sa candidature pour l'Assemblée législative de la Province du Canada en 1858, et il fut battu par le Parti rouge d'Antoine-Aimé Dorion dans le district de Hochelaga en 1863.
Lors de la rébellion de Louis Riel, Girard fut envoyé au Manitoba par George-Étienne Cartier, chef de l'aile québécoise du Parti conservateur. Girard et Joseph Royal rencontrèrent Riel le 23 août 1870, et cela a pu l'encourager à s'échapper de Winnipeg le lendemain, avant l'arrivée des soldats canadiens. Par la suite, Girard tenta d'assurer que la province demeure ouverte aux Canadiens français.
Girard fut nommé à la trésorerie provinciale par le lieutenant-gouverneur Adams George Archibald le 16 septembre 1870, et il conserva ce poste jusqu'au 14 mars 1872. Archibald était dans les faits son propre premier ministre à cette époque et Girard avait été engagé comme ministre pour la communauté francophone.
Lors de la première élection provinciale du Manitoba, le 27 décembre 1870, Girard fut élu par acclamation dans la circonscription de Saint-Boniface-Est. Il conserva son siège à l'Assemblée provinciale après avoir été nommé au Sénat canadien le 13 décembre 1871. Ce double mandat controversé lui obligea cependant à démissionner du cabinet provincial. Sa carrière sénatoriale lui permit de donner son appui au parti conservateur.
Le 28 décembre 1872, Girard est aussi devenu le premier membre nommé au conseil temporaire du Nord-Ouest dans les territoires du Nord-Ouest. Il maintint un grand intérêt pour les affaires canadiennes-françaises tout au long de sa carrière.
En 1874, le Manitoba avait de la difficulté à maintenir sa politique de conciliation entre les groupes ethniques, religieux et linguistiques de la province. Au mois de juin de 1874, le ministre John Norquay tenta de redistribuer les districts électoraux du Manitoba pour mieux refléter la nouvelle présence anglaise dans la province. Le projet de loi de Norquay était cependant écrit de façon à attiser les polémiques entre les groupes représentatifs, et il s'était formé un Parti anglais (mené par Edward Hay) et un Parti français (dirigé par Joseph Dubuc). Le 22 juillet 1874, Girard vota avec le Parti français dans une motion de non-confiance qui a défait le gouvernement en place ; il fut appelé à former sa propre administration dès le lendemain.
Jusqu'au 3 juillet 1874, le gouvernement du Manitoba avait été dominé par les lieutenants-gouverneurs de la province, Archibald (1870-1872), puis son successeur Alexander Morris (1872-1877). Girard fut le premier élu du Manitoba à choisir son propre exécutif et à agir à titre de chef du gouvernement.
Le gouvernent de Girard était fondé sur une alliance incertaine avec le Parti anglais de Hay. Sa chute fut causée par les récriminations autour de la rébellion de la rivière Rouge de Louis Riel. Les francophones du cabinet manitobain gardèrent le contact avec Riel entre 1870 et 1874, ce qui déplut aux partisans du Parti anglais. Au mois de novembre 1874. Girard fut abandonné par ses ministres anglo-saxons après la condamnation d'Ambroise Lépine, adjudant-général dans le gouvernement de Riel qui fut trouvé coupable du meurtre de l'orangiste Thomas Scott. Girard eut alors pour successeur le premier ministre Robert A. Davis, qui prit les rênes du pouvoir
le 3 décembre 1874.
Pendant sa brève existence, le ministère de Girard promut la restreinte fiscale et la vérification systématique des comptes publics, demandant également l'abolition du Conseil législatif non élu. Son gouvernement voté une loi qui allouait quatorze circonscriptions à la communauté anglophone et dix circonscriptions à la communauté francophone, ce qui fut considéré comme un compromis juste par la plupart des citoyens.
Girard fut réélu de nouveau, encore par acclamation, dans le nouveau district électoral de Saint-Boniface lors de la seconde élection générale manitobaine du 30 décembre 1874. Le gouvernement Davis put bientôt gagner la confiance de la plupart des membres élus de la Chambre, à une époque où la politique à plusieurs partis n'avait pas été introduite au Manitoba. Girard ne joua qu'un rôle politique mineur pendant les quatre prochaines années.
Girard avait l'intention de se représenter à nouveau pour l'élection de 1878, mais il dut être opposé par un «comité citoyen» qui argumenta contre la continuation de son double mandat. Ce comité assura la victoire d'Alphonse LaRivière par acclamation, les élections de l'époque étant réglées par des rencontres publiques au lieu d'être décidées par des suffrages formels.
Des événements subséquents ramenèrent Girard au cabinet gouvernemental. John Norquay succéda à Davis au titre de premier ministre tout juste avant l'élection de 1878. Norquay put d'abord gagner une majorité suffisamment grande pour gouverner le nouveau parlement, mais bientôt il vit son gouvernement menacé par une alliance entre Thomas Scott et Joseph Royal. La seule manière qu'il put conserver le pouvoir était de s'allier avec tous les représentants anglophones de l'Assemblée, un geste qui excluait les francophones du cabinet.
Le nouveau cabinet Norquay menaça d'éliminer le bilinguisme gouvernemental et de redessiner la carte électorale en faveur des Anglo-Saxons. Norquay reconnut cependant le besoin de réconciliation et assura le retour de Girard au cabinet, lui donnant le titre de secrétaire provincial le 18 novembre 1879. Girard était probablement au sommet de sa popularité avec la communauté francophone à cette époque, ayant trouvé un compromis sur le bilinguisme et ayant reçu des garanties sur l'éducation et la représentation électorale. Il revint à l'Assemblée législative manitobaine lors de la quatrième élection générale provinciale du 16 décembre 1879, étant acclamé dans le district de Baie Saint-Paul.
Le 16 novembre 1881, Girard démissionna de son rôle de secrétaire provincial et devint ministre de l'agriculture et de la statistique. Il n'a pas pu se représenter à la cinquième élection générale manitobaine du 23 janvier 1883 à cause d'une modification légale qui rendait son double mandat illégal. Il demeura sur le conseil exécutif de la province jusqu'au 6 septembre 1883, lorsqu'il démissionna.
Girard fut membre du Sénat jusqu'à sa mort le 12 septembre 1892 à Saint-Boniface au Manitoba à l'âge de 70 ans. Il s'était opposé aux efforts de Thomas Greenway et de D'Alton McCarthy qui visaient à éliminer les services de langue française au Manitoba et dans les Territoires du Nord-Ouest, même s'il condamna la deuxième rébellion de Riel en 1886.
En 2012 une télésérie historique relatant sa vie sera diffusé à Radio-Canada[réf. nécessaire].